# تقاطع أشكال التمييز

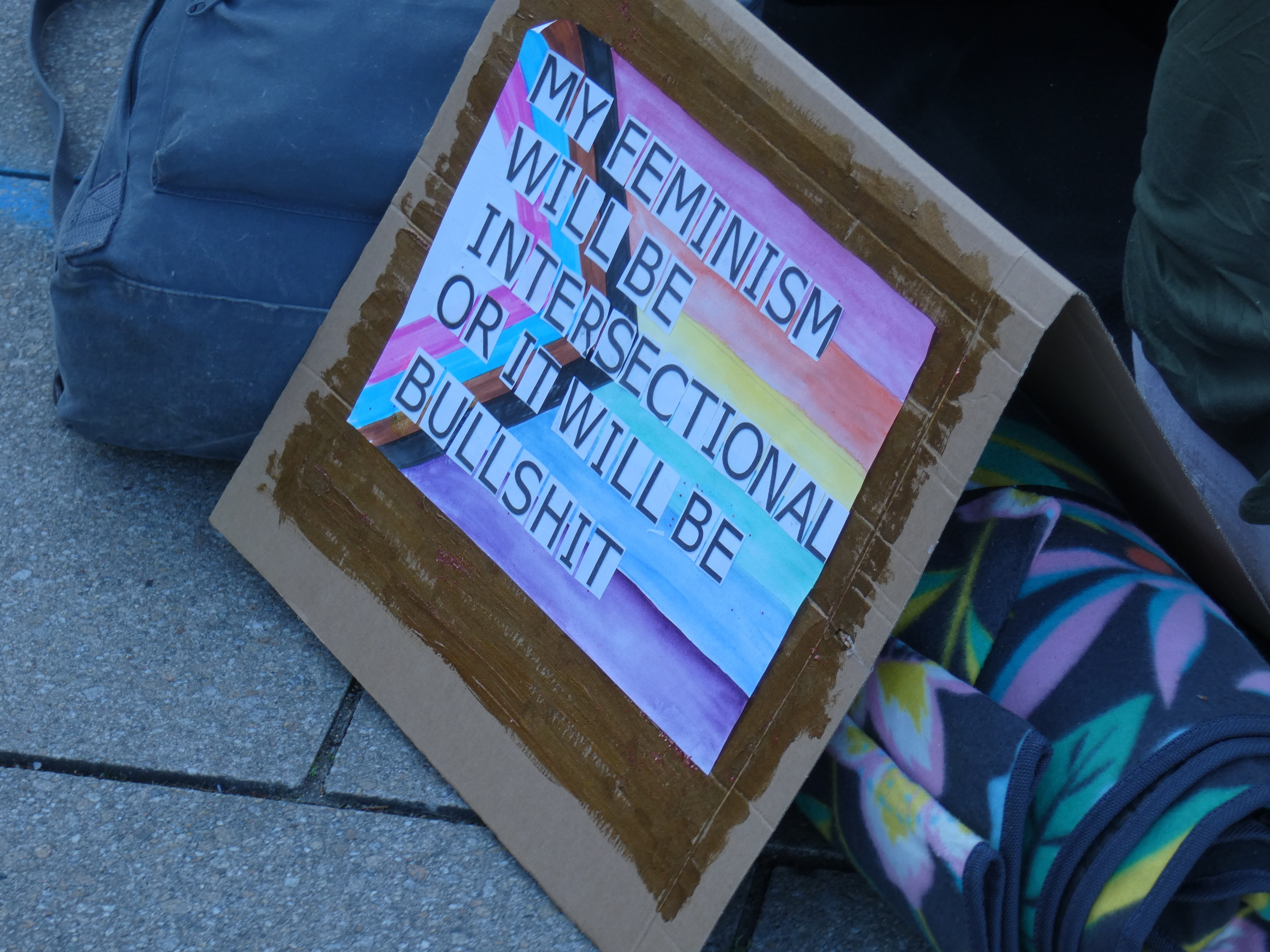

تقاطع أشكال التمييز، أو التقاطعية أو التواشجية (بالإنجليزية: intersectionality)‏ تدعى أيضاً بـ النسوية التقاطعية (بالإنجليزية: intersectional feminism)‏، هي فرعٌ من النسوية تؤكّد على تشابك التمييز في جميع أشكال الهويات السياسية والاجتماعية (الجندر، والعرق، والطبقة، والتوجه الجنسي، والإعاقة… الخ). على سبيل المثال، الجندر مع العرق في حالة النساء السود. يهدف تقاطع أشكال التمييز إلى فصل نفسه عن الحركة النسوية البيضاء بإقراره حقيقة أن جميع النساء يمتلكن سمات وتجارب مختلفة. وهو إطارٌ تحليليٌّ نوعيٌّ يحدد كيفية تأثير تشابك أنظمة النفوذ (السلطة) على المهمشين في المجتمع. استحدث المصطلحَ الباحثةُ النسوية السوداء كيمبريلي وليامز كرينشو في عام 1989. توجد أشكالٌ متنوّعةٌ للتدرّج الاجتماعي -مثل الطبقة الاقتصادية والاجتماعية، والإثنية، والميل الجنسي، والعمر، والدين، والعقيدة، والإعاقة، والتوجه الجندري- تُشمل كلها في فكر النسوية التقاطعية وتأثيراتها الثقافية والاجتماعية. تهدف نظرية تقاطع أشكال التمييز إلى معرفة كيفية تأثير تشابك الأوجه المختلفة لهويات الأفراد والأعراف، وأخذ هذه التشابكات/التقاطعات بالحسبان عند العمل على دعم العدالة السياسية والاجتماعية. في الوقت الذي بدأت به النظرية لاستكشاف الظلم على النساء الملونات في المجتمع، امتد التحليل اليوم ليشمل عدة جوانب أخرى للهويات الاجتماعية. قد يرتبط تقاطع أشكال التمييز  أيضاً بمصطلح الاضطهاد الثلاثي، الذي يتقاطع معه بنفس الأفكار.
انتُقد تقاطع أشكال التمييز لكونه غامضاً مفتوحًا النهاية. في حين اعتماده على نظرية وجهة النظر، قال النقّاد أن التركيز على التجارب الشخصية يمكن أن يؤدي إلى التناقضات وعدم القدرة على تحديد الأسباب المشتركة للاضطهاد.

## الخلفية التاريخية
تسعى فكرة تقاطع أشكال التمييز إلى إضاءة الديناميكيات التي تجاهلتها الحركات والنظريات النسوية. قالت الكاتبة -بيل هوكس- إن ظهور تقاطع أشكال التمييز «تحدّى فكرة أن الجندر هو العامل الأولي الذي يقرّر مصير النساء». أدى الاستبعاد التاريخي للنساء السود من الحركات النسوية في الولايات المتحدة إلى ظهور العديد من النسويات السود في القرنين التاسع عشر والعشرين، مثل آنّا جوليا كوبّر، فتحدين هذا الاستبعاد التاريخي لهن. ناقشت هذه الحركة أفكار الحركات النسوية الباكرة –التي قادتها في البداية النساءُ البيض من الطبقة المتوسطة- مثل فكرة تشارك النساء من فئات متشابهة لتجاربهن الحياتية. بإدراك أن أشكال الظلم التي خضعت لها النساء البيض من الطبقة المتوسطة تختلف عن التي خضعت لها النساء السود، أو الفقيرات، أو المعاقات، بدأت النسويات تبحث عن طرقٍ لفهم كيف يجتمع الجندر والعرق والطبقة لـ«تحديد مصير الأنثى».
تجاهلت الموجة النسوية الأولى عدم التكافؤ العرقي بشكلٍ كبيرٍ، إذ كانت في البداية تهتمّ بتحصيل العدالة السياسية بين الرجال والنساء. اختصت حركات حقوق المرأة الباكرة حصراً بالنساء البيض الأعضاء وبمخاوفهن ونضالهن. استُمدت الموجة النسوية الثانية من اللغز الأنثوي لبيتي فريدان وعملت على تفكيك التمييز الجنسي المرتبط بهدف العنف المنزلي المدرك من قبل النساء. بينما حققت النسويات خلال هذه الفترة نجاحاً من خلال قانون المساواة في الأجر لعام 1963، والباب التاسع، ورو في ويد، لكنهن عزلن النساء السود بشكلٍ كبيرٍ عن منصاتهن في الحركات السائدة. وبكل الأحوال، ظهرت الموجة النسوية الثالثة -بعد فترةٍ قصيرةٍ من استحداث مصطلح «تقاطع أشكل التمييز» في أواخر ثمانينيات القرن العشرين- إذ لاحظت نقص الاهتمام بالعرق، والطبقة، والتوجه الجنسي، والهوية الجندرية في الحركات النسوية الباكرة، وحاولت توفير قناة لمعالجة التباينات السياسية والاجتماعية.
أدرك تقاطع أشكال التمييز هذه القضايا التي تجاهلتها حركات العدالة الاجتماعية الباكرة. أيد العديد من الأكاديميين الحديثين مثل ليزلي مكول أن إدخال نظرية تقاطع أشكال التمييز كانت ضرورية لعلم الاجتماع، وقبل تطور النظرية كان هنالك بحث صغير عالج بشكلٍ خاصٍّ تجارب الأشخاص الذين خضعوا لأشكال متعددةٍ من الظلم في المجتمع. تعَد إريس ماريون يونغ مثالاً على هذا، إذ أكدت على وجوب الاعتراف بالاختلافات من أجل إيجاد توحيد لقضايا العدالة الاجتماعية التي تُنشئ تحالفاتٍ تساعد في تغيير المجتمع للأفضل. أكثر تحديداً، ارتبطت بنماذج المجلس الوطني للنساء الزنجيات (NCNW).
يملك المصطلح أيضاً اتصالاتٍ تاريخيةً ونظريةً مع فكرة «التزامن». التي قدمها أعضاء تجمع  نهر كومباهي في بوسطن، بولاية ماساتشوستس، خلال سبعينيات القرن العشرين. يُشرح التزامن على أنه التأثيرات المتزامنة للعرق، والطبقة، والجندر، والجنسانية، إذ اطّلعوا على حياة  الأعضاء ومقاومتهم للقمع. وبهذا، أحرزت نساء تجمع نهر كومباهي تقدماً في فهم تجارب الأفريقيين الأمريكيين التي تحدت التحليلات المنبثقة عن الحركات الاجتماعية المتمركزة حول الذكور والسود، بالإضافة إلى  أولئك النسويات متوافقات الجنس، والبيض، ومتوسطات الطبقة، ومغايرات الجنس.
منذ استحداث المصطلح، دعمت العديد من الباحثات النسويات نظرية تقاطع أشكال التمييز عبر التاريخ. تشمل هؤلاء النساء بيفرلي غاي شيفتال وزميلاتها المساهمات في «كلمات النار: مقتطفات من تفكير النسويات الأفريقيات الأمريكيات»'؛ وهي مجموعة مقالاتٍ تصف الظلم المتعدد الذي خضعت له النساء السود في أميركا منذ ثلاثينيات القرن التاسع عشر حتى الزمن المعاصر. تتحدث غاي شيفتال عن الفرضيات الثابتة المؤثرة على حياة النساء الأفريقيات الأمركيات، قائلةً «خضعت النساء السود لنوعٍ خاصٍّ من الظلم وعانين في مدنهن العنصرية والتحيز الجنسي والطبقية؛ بسبب عرقهن المزدوج وهويتهن الجندرية وإمكانيات وصولهن المحدودة للموارد الاقتصادية».
استخدم كُتّاب وباحثون آخرون تحليل تقاطع أشكال التمييز في أعمالهم قبل استحداث المصطلح. على سبيل المثال، نشرت ديبورا كي كينغ مقال «الخطر المتعدد، الوعي المتعدد: سياق إيديولوجيا النسويات السود» في عام 1988، مباشرةً قبل استحداث كرينشو لمصطلح تقاطع أشكال التمييز. تحدثت في المقال عن ما أصبح بعدها ببرهة أساس تقاطع أشكال التمييز، قائلةً، «راقبت النساء السود لوقتٍ طويلٍ الظروف الخاصة لحياتنا في الولايات المتحدة: القواسم المشتركة التي نتشاركها مع كل النساء، بالإضافة إلى الروابط التي تربطنا مع الرجال من عرقنا». بالإضافة إلى ذلك، تصف غلوريا ويكر كيف كانت أعمال غلوريا أنزالدوا الباحثة النظرية النسوية من أصل تشيكانو (أمريكية من أصل مكسيكي) مثالاً على «عدم التعامل بشكلٍ لافتٍ مع فئات الهوية الموجودة بمصطلحاتٍ منفصلة أو حصريةٍ متبادلةٍ، بل كان يُشار إليهم دائمًا في علاقتهم بالآخر». أشارت ويكر أيضاً إلى كلمات ونشاطيات سوجورنر تروث مثالًا على تقارب تقاطع أشكال التمييز من العدالة الاجتماعية، في خطابها «ألست أنا امرأة؟»، حددت تروث الاختلاف بين اضطهاد النساء البيض والسود، إذ قالت إن النساء البيض يُعاملن عادةً على أنهن عاطفيات وحساسات، بينما تخضع النساء السود لإهانةٍ عنصرية. بكلّ الأحوال، رفضت -هذا بشكلٍ كبيرٍ- النسوياتُ البيض اللواتي قلقن من أن يلهيهن هذا عن أهدافهن في حقّ اقتراع النساء، فيتركز انتباههن عوضاً عن ذلك على التحرر.

## الفكر النسوي
في عام 1989، استحدثت كيمبريلي وليامز كرينشو مصطلح «تقاطع أشكال التمييز» في بحث باعتباره طريقة للمساعدة في شرح اضطهاد النساء الأفيريقيات الأمريكيات. يعَد مصطلح كرينشو الآن في مقدمة الحوارات الوطنية عن العدالة العرقية، وسياسات الهوية، وحفظ النظام، وساعد على مر السنين في تشكيل النقاشات القانونية. استخدمت المصطلح في بحثها الحاسم 1989 في المنتدى القانوني في جامعة شيكاغو، «عدم تهميش تقاطع أشكال التمييز العرقي والجنسي: مقالة نقدية نسوية سوداء لأسلوب مناهضة التمييز، والنظرية النسوية، والسياسات المناهضة للعنصرية». تناولت كرينشو في عملها النسوية السوداء، وأكدت أن تجربة كون المرأة سوداء لا يمكن فهمها بمصطلحين منفصلين سواء سوداء أو مرأة. بالأحرى، يجب أن يشمل التفاعل بين الهويتين، وأضافت أنه يجب تكراراً تدعيم إحدى المصطلحين بالآخر.

## في الأدب
تُستخدَم النظرية التقاطعية باعتبارها منهجية لتحليل النصوص الأدبية، وذلك من خلال دراسة كيفية تقاطع هويات الشخصيات الأدبية وتفاعلها بعضها مع بعض، ويظهر ذلك خصوًصا في الأعمال الأدبية التي تناقش قضايا الهُوية في المجتمعات ذات التعددية الثقافية مثل الولايات المتحدة الأمريكية. وفي هذا الصدد يقوم الأكاديمي المصري/ أبانوب وجدي بدراسة تجربة العرب الأمريكيين في ضوء النظرية التقاطعية أو كما أطلق عليها "التواشجية" والتواشج في اللغة هو التداخل والتقاطع، وقد نشر "وجدي" (2022) بحثًا مُحكّمًا حيث أوضح أن الهُوية الواحدة (وليس الهُويات المتعددة مثلما تقول التواشجية الكلاسيكية) تمكن أن تنتج أشكال متعددة من التمييز العنصري، حتى لغير الإناث. ففي مسرحية "جهاد چونز وفاتنات كلاشنكوف" لـيوسف الجندي يظهر الممثل الأمريكي العربي "أشرف" (وهو شخصية في المسرحية وليس ممثلا حقيقيًا) يعاني الظلم والعنصرية في حياته بالشخصية وفي الأدوار التي يؤديها، وذلك بسبب محور تمييز (أصوله العربية).